# Rio Cordun
O Rio Cordun é um rio da Romênia, afluente do Varniţa, localizado no distrito de Botoşani.